# アダルベルト1世
アダルベルト1世（Adalberto I, 880年頃 - 930年頃）は、イヴレーア辺境伯（在位：900年頃 - 930年頃）で、アンスカーリオ1世の息子。

## 生涯
最初の妻はイタリア王ベレンガーリオ1世の王女ジゼラ（Gisela）であった。この婚姻によりイヴレーア辺境伯を継ぐベレンガーリオ2世が900年頃に生まれた。また、娘ベルタはモデナの女子修道院長となった。
アダルベルトは914年に妻に先立たれ、トスカーナ辺境伯アダルベルト2世の娘エルメンガルダと2度目の結婚を行った。2人の間にはアンスカーリオ2世が生まれた。
アダルベルトに関して、926年2月28日の文書に初めて辺境伯として、以下のような記述が見られる。「Ego Adalberto gratia dei humilis marchio hic in Italia」。
924年にルドルフ2世から副伯アウトベルトに宛てて発行された、アスティのカステルヴェッキオの寄進状では、妃エルメンガルダおよびアダルベルトの息子達、ベレンガーリオとアンスカーリオのことを「仲介者」としており、この時点で息子らのことを「incliti comites（高貴な伯）」と明示していた。これは2人の息子が小さな伯領を授けられていたことを示唆している。
アンスカーリオ2世はアスティ伯領を、ベレンガーリオはトリノ伯領をそれぞれ支配していたと何人かの学者が推測している。
アダルベルトはエルメンガルダと結婚後、イタリア王位にブルグント王ルドルフ2世を据えるため、ベレンガーリオ2世と対立する動きの中心人物となった。

## 子女
903年頃、イタリア王ベレンガーリオ1世とベルティラ・ディ・スポレートとの間の娘ジゼラと結婚し、以下の子女をもうけた。
- ベレンガーリオ2世（900年頃 - 966年） - イヴレーア辺境伯（928年 - 950年）、イタリア王（950年 - 961年）
- アメデーオ1世（? - 962年） - ポンビア伯（940年 - 950年）、息子ポンビア伯ダドーネはイタリア王アルドゥイーノの父。
- ベルタ - モデナの女子修道院長

914年頃、トスカーナ辺境伯アダルベルト2世とベルタ（ロタリンギア王ロタール2世の娘）との間の娘エルメンガルダと結婚し、1男をもうけた。
- アンスカーリオ2世（915年頃 - 940年） - アスティ伯（924年 - 936年）、スポレート公（936年 - 940年）

## 備考
1. ↑  AA.VV., Enciclopedia biografica universale. Treccani, 2006.
2. 1 2  Gabiani N., Asti nei suoi principali ricordi storici. Asti, volume I, 1927, p. 353.
3. ↑  A. Bedina, «GISLA». In: Dizionario Biografico degli Italiani, Vol. LXI, Roma: Istituto della Enciclopedia italiana, 2001.